# 中莱茵足球联赛
中莱茵足球联赛（在2008年以前称为中莱茵协会联赛）是由中莱茵足球协会主办的最高级别足球赛事。它也是德国足球高级联赛的组成部分，位处德国足球联赛系统中的第五级。

## 历史
联赛最初是在1956年作为中莱茵足球协会联赛（Verbandsliga Mittelrhein）而设立，并设有15支创始球队。因此，它取代了双轨制的州级联赛、即此前在中莱茵足协辖区内最高级别的业余赛事，并直到1978年都位处德国足球联赛系统的第三级。通常情况下，中莱茵足协联赛的冠军会连同下莱茵足协联赛冠军以及威斯特法伦足协联赛两个赛区的冠军参加升级附加赛，以确定西部乙组高级联赛的升级名额；自1964年起，附加赛的胜者可升入西部地区联赛、自1975年起则是升入乙级联赛北区。
1978年，北莱茵业余足球高级联赛作为新的第三级联赛成立，它是是由中莱茵足协联赛和下莱茵足协联赛的各自的最优秀球队所组成。而中莱茵足协联赛因此滑落至德国联赛系统的第四级。作为回报，升级附加赛亦同时取消，中莱茵冠军可以自动获得升入高级联赛的资格。
在1994年，随着地区联赛作为第三级别被重新引入，中莱茵足协联赛被进一步降至第五级。而在2008年设立丙级联赛的同时，中莱茵足协联赛又被改成现用名——中莱茵联赛，并位处德国联赛系统的第六级。随着北威足球联赛自2012-13赛季起撤销，中莱茵联赛得以重返第五级，并得以在其历史上首次获得高级联赛地位。

## 历年冠军
| - 1956/57 施托尔贝格 - 1957/58 贝尔吉施格拉德巴赫09 - 1958/59 波恩 - 1959/60 巴斯韦勒09 - 1960/61 锡格堡04 - 1961/62 波恩 - 1962/63 迪伦99 - 1963/64 什勒布施 - 1964/65 科隆业余队 - 1965/66 迪伦99 - 1966/67 科隆业余队 - 1967/68 波恩 - 1968/69 于利希 - 1969/70 于利希 - 1970/71 于利希 - 1971/72 波恩 - 1972/73 弗雷兴20 - 1973/74 勒沃库森 - 1974/75 勒沃库森 - 1975/76 波恩 | - 1976/77 科隆业余队 - 1977/78 SC维多利亚科隆 - 1978/79 莱茵尼亚里希特里希 - 1979/80 弗雷兴20 - 1980/81 拜耳勒沃库森业余队 - 1981/82 兰格尔韦黑 - 1982/83 迪伦99 - 1983/84 锡格堡04 - 1984/85 波恩 - 1985/86 林德拉尔 - 1986/87 于利希 - 1987/88 布吕克 - 1988/89 阿勒曼尼亚亚琛业余队 - 1989/90 兰格尔韦黑 - 1990/91 布吕克 - 1991/92 科隆业余队 - 1992/93 日耳曼尼亚特费伦 - 1993/94 兰格尔韦黑 - 1994/95 莱茵巴赫 - 1995/96 SSG贝尔吉施格拉德巴赫 | - 1996/97 莱茵尼亚维尔塞伦 - 1997/98 普鲁士科隆 - 1998/99 奥伊斯基兴 - 1999/00 普鲁士弗赖阿尔登霍芬 - 2000/01 波恩 - 2001/02 迪伦09 - 2002/03 科隆故乡体育 - 2003/04 阿勒曼尼亚亚琛业余队 - 2004/05 韦格贝格-贝克 - 2005/06 SSG贝尔吉施格拉德巴赫 - 2006/07 日耳曼尼亚温德克 - 2007/08 勒沃库森 - 2008/09 贝尔吉施格拉德巴赫09 - 2009/10 韦格贝格-贝克 - 2010/11 容克斯多夫 - 2011/12 亨内夫05 - 2012/13 亨内夫05 - 2013/14 亨内夫05 - 2014/15 韦格贝格-贝克 - 2015/16 波恩 |